# Хромой кулан
«Хромой кулан» (каз. «Ақсақ құлан») — казахский народный жыр, кюй, основанный на казахском предании, события которого связаны с легендой смерти Джучи, сына Чингисхана. Автором данного кюя называют известного жыршы — Китбуку. Необходимо отметить, что существуют различные версии легенды и кюя (Древнетюркский, Чагатайский, Улытауский, Созакский, Мангистауский, Семейский, Киргизский). В некоторых вариантах легенда, как и кюй, реалистична, в иных — более сказочна и глубоко отлична по стилю и выразительности. Однако музыкантом во всех версиях является Китбука.

## Легенда
Согласно одной из них, сын Чингисхана Джучи (Жошы), однажды  увлёкшийся стрельбой из лука во время охоты на диких Кулан, куланов, погнался за ними так, что группа сопровождавших его приближённых осталась далеко позади. Метко разил царевич острыми стрелами бегущих куланов, и не было от него пощады бедным животным. Вожак стада диких куланов, известный как Хромой Кулан, сильный и смелый, не боявшийся даже волков (именно в бою с серыми хищниками однажды была повреждена его нога), неожиданно развернулся и набросился на охотника. Атака Хромого Кулана была столь дерзкой и яростной, что Джучи (Жошы) слетел с коня, повредил себе шею и тут же умер... Стадо куланов, освободившееся от преследования, растоптав его тело, свободно убежало в степные просторы, и впереди всех по-прежнему бежал вожак Хромой Кулан.
Нескольких дней искали растоптанного Джучи (Жошы) сопровождавшие его приближённые. По обычаю, о смерти близкого следовало известить до семидневных поминок. Никто из приближённых и слуг не посмел рассказать Чингисхану о смерти его сына. За то, что человек приносил плохую весть, по древнему обычаю полагалась смерть. И тогда мудрый жырау и храбрый батыр Кетбуга выстругал из берёзы домбру, натянул на неё струны и, придя во дворец Чингисхана, упал на колени перед его троном. Владыка, предчувствуя, что не с добром пришел к нему мудрый старец, мрачно спросил у него: «Чего ты хочешь, Великий певец?»
Но ничего не произнёс Кетбуга. Он начал играть на своей берёзовой домбре печальную мелодию — кюй. В этом кюе волшебными звуками передавалось, как юный царевич Джучи (Жошы), сын Чингисхана, поехал на охоту, как ему повстречалось стадо пасшихся на весенних травах куланов и как царевич охотился на них.
До сих пор вожак куланов умело уводил свое потомство от погони, но на этот раз опасность была велика. Царевич настиг своими стрелами куланов, кобылиц и малолетних жеребят. Вот уже началась убийственная стрельба из луков, люди на конях нагоняли диких животных. И в этот момент Хромой вожак, не жалея собственной жизни, развернулся и бросился на преследующего его царевича и сбросил его на землю. Так погиб ханский сын...
Улы жыршы закончил играть на домбре, не произнеся при этом ни слова, но Чингисхан и все остальные по звучанию музыки поняли всё: домбра передала и топот скачущих коней, и тревогу куланов за молодых и слабых жеребят, и силу и мудрость вожака Хромого Кулана, берегущего свой косяк. Особенно трагично запела она, когда Хромой Кулан напал на царевича...
Долго молчал хан, а его окружение не смело издать ни звука. Наконец, Чингисхан промолвил: «Ты принес мне тяжелую весть о гибели моего сына. Я всё понял, слушая твою домбру. Ты достоин смерти за свою чёрную весть, но, так как ты сам не произнёс ни слова, пусть будет наказана твоя домбра. Залейте ей горло свинцом!»
Так благодаря мудрецу Кетбуге — Улы жыршы — было сообщено Чингисхану о смерти юного царевича, но, вопреки страшному обычаю, не пострадал никто из людей. А берёзовая домбра за то, что принесла чёрную весть о гибели царевича, была залита горячим свинцом.
С тех пор на ее плоской стороне появилось отверстие...

### В тюркских источниках
Согласно сочинению «Шаджарат Ал-Атрак» («Родословие тюрков»), составленному неизвестным автором в 861 (= 1457) году , известно, что Чингисхан любил Джучи-хана больше, чем всех своих детей мужского и женского пола, так что ни у кого не было смелости в присутствии Чингисхана произнести имя Джучи-хана с неодобрением. В то время, когда известие о смерти Джучи-хана пришло в орду, никто не мог сообщить это Чингисхану. В конце концов, все эмиры решили, что Улуг-Джирчи, который был приближённым и одним из великих эмиров, сообщит об этом, когда получит приказание о джире. Затем Улуг-Джирчи, когда Чингисхан отдал приказание о джире, найдя время удобным, сказал тюркский джир:
Тенгиз баштын булганды ким тондурур, а ханым? Терек тубтын джыгалды ким тургузур, а ханым?
Чингисхан в ответ Джирчи сказал тюркский джир:
Тенгиз баштын булганса тондурур олум Джучи дур, Терек тубтын джыгылса тургузур олум Джучи дур.
Смысл слов Джирчи был таков: «Море до основания загрязнилось, кто (его) очистит, о царь мой? Белый тополь покатился с основания, кто (его) поставит, о царь мой?» В ответ Чингисхан говорит Джирчи: «Если море загрязнилось до основания, тот, кто очистит (его), — сын мой Джучи; если ствол белого тополя покатился с основания, тот, кто поставит, — сын мой Джучи!» Когда Улуг-Джирчи повторил свои слова, слёзы потекли из его глаз. Чингисхан сказал тюркский джир:
Козунг йашын чокуртур конглунг голды балгаймы? Джиринг конгуль бкуртур Джучи ольди болгаймы?
В ответ Чингисхану Джирчи сказал тюркский джир:
Сойлемекке эрким йок сен сойлединг, а ханым! Оз йарлыгынг озге джаб айу ойлединг, а ханым!
Когда Джирчи повторял свой джир и при этом слёзы стали видны на (его) глазах, Чингисхан говорит: «Твой глаз проливает слёзы, разве сердце твое наполнилось? Речь твоя заставляет рыдать сердце, разве Джучи умер?» Так как в то время вышло повеление Чингисхана, что каждый, кто скажет слово о смерти Джучи, подвергается наказанию Чингисхана, то вследствие этого Джирчи в ответ Чингисхану говорит: «Говорить об этом не имею силы и воли, ты сам сказал, о царь мой, указ твой над тобой самим пусть будет, ты хорошо подумал, о царь мой, так как это — так». Тогда Чингисхан сказал тюркский джир:
Кулун алган куландай кулунумдин айрылдым, Айрылышкан анкаудай эр олумдин айрылдым.
то есть: «Подобно лосю, которого на охоте гонят, чтобы убить, сам он убегает, а детеныш его остается, также я отделился от своего ребенка и подобно простаку, который из-за простоты попал в среду врагов в расчете на дружбу и отделился от спутников, так я отделился от мужественного сына моего». Когда от Чингисхана изошли такие слова, все эмиры и нойоны встали, выполнили обычай соболезнования и стали причитать.

## Экранизации
В 1968 году на студии «Казахфильм» по мотивам легенды и кюя был снят мультфильм «Аксак кулан».